# Novozélandská ženská fotbalová reprezentace
Novozélandská ženská fotbalová reprezentace reprezentuje Nový Zéland na mezinárodních fotbalových akcích, jako je mistrovství světa žen nebo ženský turnaj na olympijských hrách.

## Olympijské hry
| Rok    | Účast                                           | Soupisky |
| ------ | ----------------------------------------------- | -------- |
| 1996   | Nekvalifikovaly se                              |          |
| 2000   | Nekvalifikovaly se                              |          |
| 2004   | Bez účasti                                      |          |
| 2008   | Základní skupina                                |          |
| 2012   | Prohra ve čtvrtfinále s USA                     |          |
| 2016   | 9. místo                                        |          |
| 2020   | 12. místo                                       |          |
| Celkem | Účast – 4× Zlato – 0×, Stříbro – 0×, Bronz – 0× |          |

## Mistrovství světa
| Rok    | Účast                                           | Soupisky |
| ------ | ----------------------------------------------- | -------- |
| 1991   | Základní skupina                                |          |
| 1995   | Nekvalifikovaly se                              |          |
| 1999   | Nekvalifikovaly se                              |          |
| 2003   | Nekvalifikovaly se                              |          |
| 2007   | Základní skupina                                |          |
| 2011   | Základní skupina                                |          |
| 2015   | Základní skupina                                |          |
| 2019   | Základní skupina                                |          |
| 2023   | Základní skupina                                | Soupiska |
| Celkem | Účast – 6× Zlato – 0×, Stříbro – 0×, Bronz – 0× |          |